# Jerry Hoyt
Jerry Hoyt (Chicago, 29 de enero de 1929-Oklahoma City, 10 de julio de 1955) fue un piloto estadounidense de automovilismo.
Hoyt corrió en el Campeonato Nacional en las temporadas 1950-1955 incluyendo la carrera de las 500 Millas de Indianápolis de 1950 y 1953-1955 (realizando la pole en el 1955).
Jerry Hoyt murió el 10 de julio de 1955 disputando una carrera en Oklahoma.
Las 500 Millas de Indianápolis formaron parte del calendario del Campeonato Mundial de Pilotos de Fórmula 1 entre las temporadas 1950 a la 1960. Los pilotos que competían en la Indy durante estos años también eran computados por el campeonato de Fórmula 1. Por lo tanto, Jerry Hoyt participó en cuatro carreras de F1, debutando en 1950.

## Resultados

### Fórmula 1
(Clave) (negrita indica pole position) (cursiva indica vuelta rápida)

| Año  | Escudería      | 1   | 2       | 3      | 4   | 5   | 6   | 7   | 8   | 9   | Pos. | Puntos |
| ---- | -------------- | --- | ------- | ------ | --- | --- | --- | --- | --- | --- | ---- | ------ |
| 1950 | Ludson Morris  | GBR | MON     | 500 21 | SUI | BEL | FRA | ITA |     |     | NC   | 0      |
| 1951 | Pat Clancy     | SUI | 500 DNQ | BEL    | FRA | GBR | GER | ITA | ESP |     | NC   | 0      |
| 1953 | John Zink      | ARG | 500 23‡ | NED    | BEL | FRA | GBR | GER | SUI | ITA | NC   | 0      |
| 1954 | Hoosier Racing | ARG | 500 8‡  | BEL    | FRA | GBR | GER |     |     |     | NC   | 0      |
| 1955 | Jim Robbins    | ARG | MON     | 500 31 | BEL | NED | GBR | ITA |     |     | NC   | 0      |

### 500 Millas de Indianápolis
| Año     | Coche   | Salida  | Vel. media | Ranking | Final   | Vueltas | V. líder | Retirada           |
| ------- | ------- | ------- | ---------- | ------- | ------- | ------- | -------- | ------------------ |
| 1950    | 81      | 15      | 129.520    | 31      | 21      | 125     | 0        | en la vuelta 13    |
| 1953    | 55      | 7       | 135.731    | 24      | 23      | 107     | 0        | Sobrecalentamiento |
| 1954    | 99      | 30      | 137.825    | 27      | 26      | 130     | 0        | Motor              |
| 1955    | 23      | 1       | 140.045    | 10      | 31      | 40      | 0        | Perdida de aceite  |
| Totales | Totales | Totales | Totales    | Totales | Totales | 402     | 0        |                    |

| Carreras      | 4 |
| Poles         | 1 |
| Vueltas líder | 0 |
| Victorias     | 0 |
| Top 10        | 0 |
| Retiradas     | 3 |